# Copa de Guatemala
La Copa de Guatemala, conocida actualmente como Copa Centenario es una competición oficial de fútbol de Guatemala en la que participan los equipos de la Liga Nacional, Primera División y dos clubes de la 2ª división y es organizada por la Federación Nacional de Fútbol de Guatemala. El vigente campeón es el equipo de Cobán Imperial, tras vencer en la final al Deportivo San Pedro.
Desde su fundación en 1904, el título de la competición se ha modificado a lo largo de los años. Fue la Copa Centroamericana de 1904 a 1905, Copa Manuel Estrada Cabrera de 1911 a 1916, Copa del Ayuntamiento en 1917, de 1944 hasta la temporada 2002 se le conoció como Copa de Guatemala y de 2003 hasta la actualidad lleva el nombre de Copa Centenario.
Los clubes con más títulos oficiales son el Comunicaciones Fútbol Club y el Club Social y Deportivo Municipal con ocho palmarés cada uno.

## Sistema de competición
Actualmente participan 32 equipos: todos los de la Liga Nacional y Primera división. Las eliminatorias se juegan a doble partido incluyendo la final del torneo.

## Historia

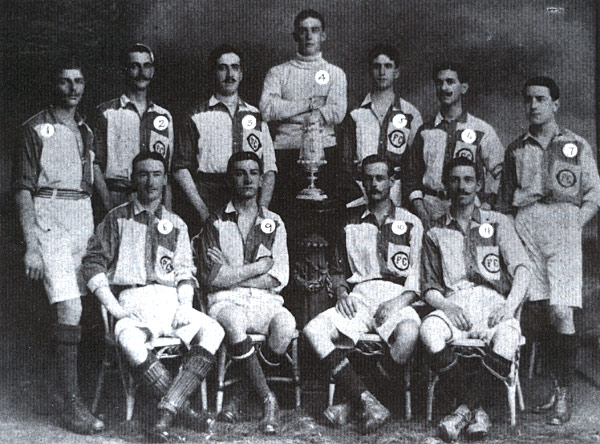
Plantilla del Olympic FC, campeón de la Copa Centroamericana en 1904 y 1906.

### Copa Centenario
Fue creada en el 2003, por iniciativa de la Real Federación Española de Fútbol que donó la Copa Centenario con las características de una réplica de la Copa del Rey, por cumplirse en Guatemala 100 años de practicarse el fútbol.
En esta competición oficial, participan los mejores equipos de Guatemala: todos los de Liga Nacional y 1ª División  y los mejores de la 2ª División de No-Aficionados.

## Trofeo
El trofeo de la Copa Centenario lo mantiene de forma permanente la federación de fútbol de Guatemala. El club campeón recibe un réplica del título y medallas individuales. Si un equipo logra ganar la copa tres veces, ya sea de forma consecutiva o alterna, será el dueño definitivo de la misma.

## Historial
| Edición                     | Campeón                | Resultado | Subcampeón         | Notas                                                               |
| Copa Centroamericana        |                        |           |                    |                                                                     |
| 1904                        | Olympic FC             | Liga      | Guatemala F.C.     | Época amateur                                                       |
| 1905-06                     | Olympic F.C.           | Liga      | Guatemala F.C.     | Época amateur                                                       |
| Copa Manuel Estrada Cabrera |                        |           |                    |                                                                     |
| 1911                        | Gay S.C.               | 2-1       | Ohio               | Época amateur                                                       |
| 1911-12                     | Míchigan               | 2-0       | Ohio Gay           | Época amateur                                                       |
| 1913                        | Guatemala F.C.         | 3-1       | Gay S.C.           | Época amateur                                                       |
| 1914                        | Guatemala F.C.         | 6-0       | Gay S.C.           | Época amateur                                                       |
| 1916                        | Ohio                   | 4-0       | Cartago Gay        | Época amateur                                                       |
| Copa del Ayuntamiento       |                        |           |                    |                                                                     |
| 1917                        | Allies                 | 3-1       | Andino             | Fin de la época amateur                                             |
| Copa Autonomía              |                        |           |                    |                                                                     |
| 1940                        | Municipal              |           |                    | Copa Autonomía (Torneo No Oficial)                                  |
| 1941                        | Municipal              |           |                    |                                                                     |
| 1946                        | Municipal              |           |                    | Se le denominó Copa Autonomía                                       |
| Copa de Guatemala           |                        |           |                    |                                                                     |
| 1944                        | Hospicio               | 3-1       | Hércules           |                                                                     |
| 1951-52                     | Comunicaciones         |           |                    |                                                                     |
| 1954                        | Tipografía Nacional    | ?         | IRCA               |                                                                     |
| 1955                        | Comunicaciones         |           |                    |                                                                     |
| 1956                        | IRCA                   |           |                    |                                                                     |
| 1958                        | Aurora                 |           |                    |                                                                     |
| 1960                        | Municipal              |           |                    |                                                                     |
| 1961-62                     | Xelajú MC              |           |                    |                                                                     |
| 1963                        | Xelajú MC              |           |                    | Se le denominó Copa Valentin del Cid                                |
| 1967                        | Municipal              |           |                    | Se le denominó Copa Presidencial                                    |
| 1967-68                     | Aurora                 |           |                    |                                                                     |
| 1968-69                     | Aurora                 |           |                    |                                                                     |
| 1969                        | Municipal              |           |                    | Se le denominó Copa Federación                                      |
| 1970                        | Comunicaciones         |           |                    |                                                                     |
| 1972                        | Comunicaciones         |           |                    |                                                                     |
| 1972-73                     | Xelajú MC              | 4-1       | Comunicaciones     |                                                                     |
| 1979                        | Juventud Retalteca     |           |                    |                                                                     |
| 1980                        | Galcasa de Villa Nueva |           |                    |                                                                     |
| 1983                        | Comunicaciones         | 3-0       | Municipal          | Se le denominó Copa Verano                                          |
| 1983-84                     | Aurora                 |           |                    | Se le denominó Copa Verano                                          |
| 1984-85                     | Juventud Retalteca     |           |                    | Se le denominó Copa Verano                                          |
| 1986                        | Comunicaciones         |           |                    | Se le denominó Copa Preparación.                                    |
| 1991-92                     | Comunicaciones         | 2-0       | Juventud Retalteca | Se le denominó Copa Aviateca                                        |
| 1992-93                     | Aurora                 |           |                    |                                                                     |
| 1993-94                     | Suchitepéquez          | 2-1       | Mictlán            | Suchitepéquez ganó en el tiempo extra. Se le denominó Copa Gallo    |
| 1994                        | Municipal              | 3-0       | Suchitepéquez      | Se le denominó Copa Gallo                                           |
| 1995 Detalles               | Municipal              | 1-0 1-1   | Xelajú MC          | Se le denominó Copa Gallo                                           |
| 1996 Detalles               | Amatitlán              | 1-1 4-3   | Municipal          |                                                                     |
| 1997 Detalles               | Suchitepéquez          | 3-1       | Cobán Imperial     | Suchitepéquez ganó en el tiempo extra. Se le denominó Copa AC Delco |
| 1998 Detalles               | Municipal              | 3-0       | Aurora             | Se le denominó Copa Aqua                                            |
| 2002 Detalles               | Jalapa                 | 5-2       | Cobán Imperial     |                                                                     |
| Copa Centenario             |                        |           |                    |                                                                     |
| 2003 Detalles               | Municipal              | 2-1 1-0   | Cobán Imperial     |                                                                     |
| 2004 Detalles               | Municipal              | 1-0 4-2   | Jalapa             |                                                                     |
| 2005 Detalles               | Jalapa                 | 3-0 0-2   | Xelajú MC          |                                                                     |
| 2006 Detalles               | Jalapa                 | 1-1 1-0   | Municipal          |                                                                     |
| 2009 Detalles               | Comunicaciones         | 1-1 4-0   | Zacapa             |                                                                     |
| 2010-11 Detalles            | Xelajú MC              | 1-1 2-0   | Petapa             |                                                                     |
| 2018-19 Detalles            | Cobán Imperial         | 2-1 2-0   | San Pedro          |                                                                     |

## Palmarés

### Era profesional
| Club                   | Títulos | Años de los campeonatos                           |
| ---------------------- | ------- | ------------------------------------------------- |
| Comunicaciones         | 8       | 1952, 1955, 1970, 1972, 1983, 1986, 1991-92, 2009 |
| Municipal              | 8       | 1960, 1967, 1969, 1994, 1995, 1998, 2003, 2004    |
| Aurora                 | 5       | 1958, 1968, 1969, 1984, 1992-93                   |
| Xelajú Mario Camposeco | 4       | 1961-62, 1963, 1973, 2010-11                      |
| Jalapa                 | 3       | 2002, 2005, 2006                                  |
| Suchitepéquez          | 2       | 1993-94, 1997                                     |
| Juventud Retalteca     | 2       | 1979, 1985.                                       |
| Cobán Imperial         | 1       | 2018-19                                           |
| IRCA                   | 1       | 1956                                              |
| Hospicio               | 1       | 1944.                                             |
| Tipografía Nacional    | 1       | 1954                                              |
| Galcasa de Villa Nueva | 1       | 1980.                                             |
| Amatitlán              | 1       | 1996.                                             |

### Era amateur
| Club             | Títulos | Subtítulos | Años de los campeonatos | Años de los subcampeonatos |
| ---------------- | ------- | ---------- | ----------------------- | -------------------------- |
| Guatemala F.C.   | 2       | 2          | 1913, 1914              | 1904, 1905-06              |
| Olympic F.C.     | 2       | -          | 1904, 1905-06           |                            |
| Gay S.C.         | 1       | 2          | 1911                    | 1913, 1914                 |
| Ohio             | 1       | 1          | 1916                    | 1911                       |
| Míchigan         | 1       | -          | 1911-12                 |                            |
| Allies           | 1       | -          | 1917                    |                            |
| Ohio Gay         | -       | 1          |                         | 1911-12                    |
| Cartago Gay S.C. | -       | 1          |                         | 1916                       |
| Andino           | -       | 1          |                         | 1917                       |